# Увайсова, Диана Алиасхабовна
Диана Алиасхабовна Увайсова (20 января 1978 года, Махачкала, Дагестанская АССР, РСФСР, СССР) — артист камерного ансамбля. Народный артист Дагестана (2020).

## Биография
Диана Увайсова родилась 20 января 1978 года в Махачкале. Окончила Саратовскую государственную консерваторию. Работает солисткой-инструменталисткой в Дагестанской государственной филармонии имени Т. Мурадова. параллельно работает в Театре оперы и балета. Преподаёт в Махачкалинском музыкальном училище им. Г. А. Гасанова на отделении фортепиано.

## Награды и звания
- Народный артист Дагестана (05.03.2020)
- Заслуженный артист Дагестана (01.03.2013)[3]
- Лауреат международных конкурсов[4].